# François Tack
François Tack, ook wel Tak of Tacq (Den Haag, 29 mei 1649 - Kartasoera, 8 februari 1686) was een militair in dienst van de VOC. Hij nam deel aan diverse militaire expedities in India, Sumatra en Java, en leidde in 1686 een diplomatieke missie naar het hof van het sultanaat Mataram in Kartasoera, waar hij vermoord werd.

## St.Thomé. Het Perzisch Eskader.
François Tack werd op 29 mei 1649 geboren in Den Haag als zoon van Gerrit Tack en Susanna de Sweerts. Over zijn jeugd is verder niets bekend. In 1672 arriveerde hij als militair in Batavia, het hoofdkwartier van de VOC in Azië, in de rang van vaandrig. Militairen vormden in de VOC geen aparte krijgsmacht maar waren geïntegreerd in de organisatie. Ze waren bedoeld voor oorlog te land, meestal de verovering en verdediging van forten. De troepen bestonden zowel uit Europese als inheemse soldaten. Al op 19 juli werd Tack bevorderd tot provisioneel luitenant om deel te nemen aan de militie van de vloot van de gouverneur van Ceylon Rijcklof van Goens, die het Franse Perzisch Eskader moest bestrijden. Deze oorlogsvloot probeerde een basis voor de Franse Oost-Indische Compagnie te vestigen in Ceylon, maar week daarna uit naar St.Thomé op de Coromandelkust van India. In deze havenstad van het sultanaat Golkonda bevond zich een door de Portugezen verlaten vesting. Toen bekend werd dat in Europa oorlog was uitgebroken tussen de Republiek en Frankrijk werden de Fransen hier vanaf juni 1673 belegerd door de vloot van Van Goens vanuit zee en een leger van Golkonda vanaf land. Tacks rang werd hier provisioneel kapitein en hij kreeg het bevel over een brigade. Toen de Fransen zich in september 1674 overgaven aan de gouverneur van Coromandel Anthony Paviljoen (Van Goens was al vertrokken naar Batavia) was Tack een van de ondertekenaars van het capitulatieverdrag. Terug in Batavia werd op 30 april 1675 zijn rang van kapitein definitief bevestigd. In oktober van dat jaar werd hij er ook commissaris 'der huwelyxe en cleene saaken'. Op 12 september trouwde hij met Margaretha van Hoorn, geboren in 1655 in Amsterdam en op 8-jarige leeftijd met haar vader Pieter van Hoorn, haar moeder en vier broertjes en zusjes naar Batavia gekomen. Pieter van Hoorn was nu lid van de Raad van Indië. Haar twee jaar oudere broer Joan van Hoorn was een rijzende ster in Batavia en zou in 1701 gouverneur-generaal worden.

## De Troenajaya-opstand in Mataram

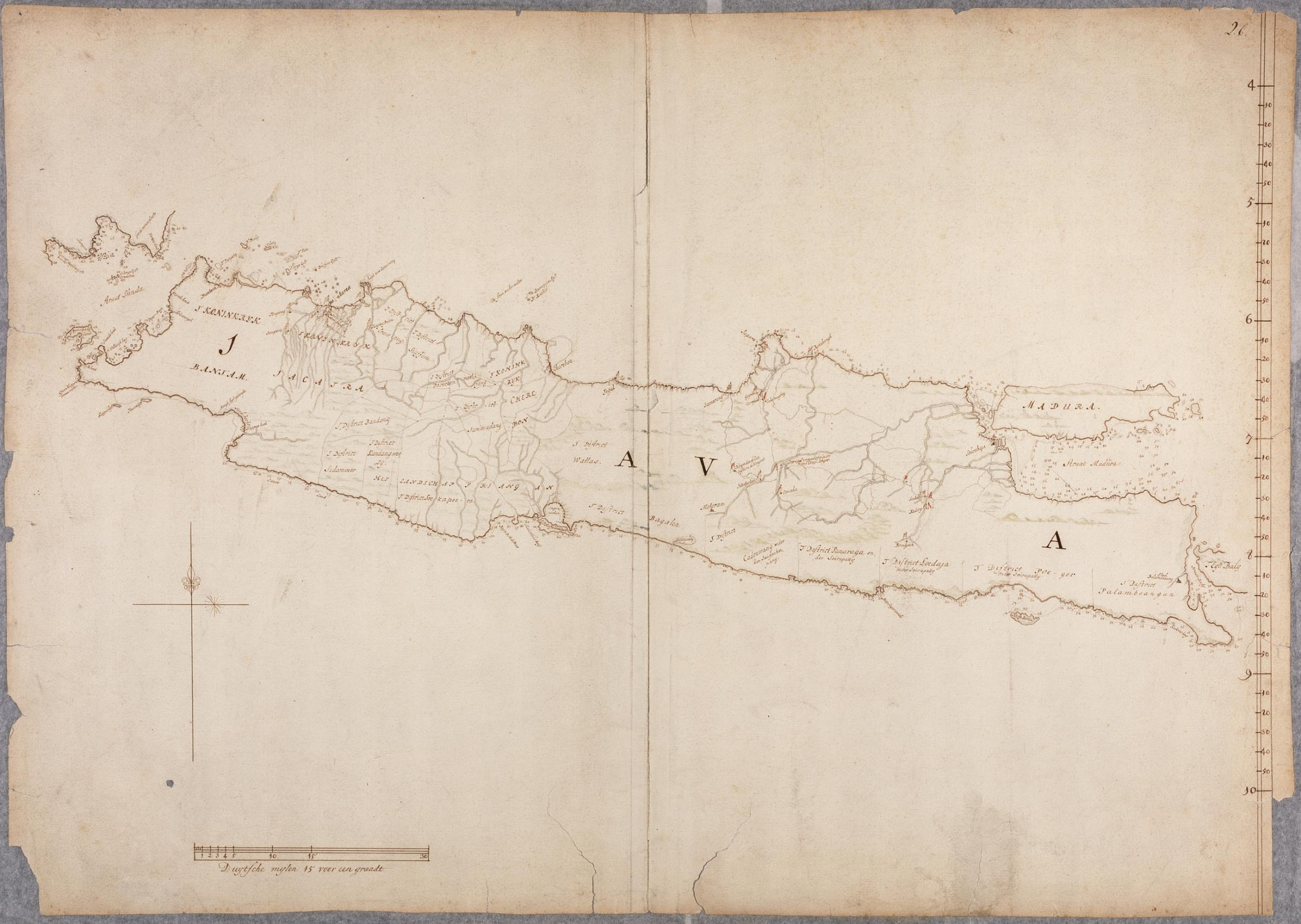
Java op een kaart van ca. 1700.

Tacks bekendste wapenfeit is het bemachtigen van de door opstandelingen geroofde heilige kroon van Majapahit in Kediri, en de teruggave ervan aan de rechtmatige eigenaar, de soesoehoenan Amangkoerat II.
In Mataram op Midden-Java werd de despotische oude Amangkoerat I vanaf 1676 bedreigd door opstanden van meerdere partijen, waaronder zwervende groepen Makassaren die de kusten van Oost-Java onveilig maakten en zich aansloten bij prins Troenajaya op het eiland Madoera. Deze wilde wraak nemen op Mataram vanwege de verwoesting van Madoera door Agoeng de Grote in 1624. Amangkoerat riep daarop de hulp in van de VOC, die in Japara aan de kust een loge met een kleine bezetting had. In augustus en september 1676 nam Tack deel aan een expeditie onder majoor Christiaan Poolman om Mataram te helpen. Hij had het bevel over een van de drie compagnieën van 120 man sterk. De Makassaren werden het binnenland ingejaagd en hun basis in de kustplaats Demung werd vernield. De troepen van Troenajaya, aangevuld met de Makassaren, slaagden er vervolgens in bij Gegodog het leger van Mataram te verslaan, waarna zij het hele kustgebied in handen kregen met uitzondering van Japara. Dit was het begin van wat bekend zou worden als de Troenajaya-opstand.

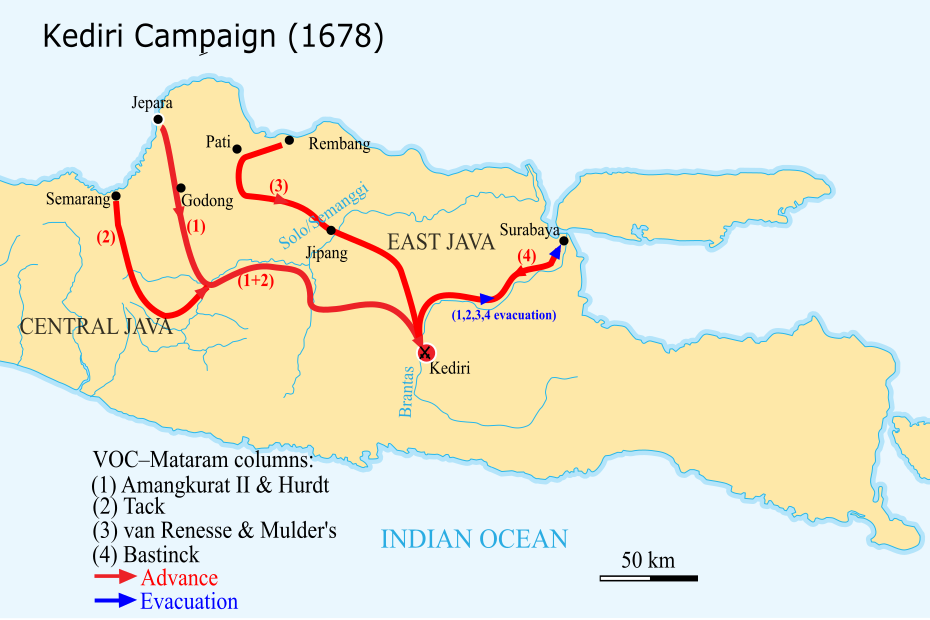
De veldtocht naar Kediri in 1678.

Eind december trok de raad van Indië Cornelis Speelman met zo'n 1200 man vanuit Batavia naar Japara en nam van daaruit Soerabaja in, het kamp van de opstandelingen, die zich toen terugtrokken naar de oude stad Kediri in het binnenland. Toen Speelman eerst naar Madoera overstak om Troenajaya's basis te veroveren, trok Troenajaya naar Amangkoerats hoofdstad Plered en plunderde die, waarbij sieraden uit de tijd van het rijk van Majapahit mee naar Kediri werden genomen. Amangkoerat zelf was met zijn oudste zoon Adipati Anom en enkele getrouwen ontkomen, maar stierf op de vlucht naar de kust. Adipati Anom volgde hem op als Amangkoerat II, terwijl in het verwoeste Plered zijn jongere broer was verschenen, Pangeran Poeger, die ook aanspraak op de troon maakte.

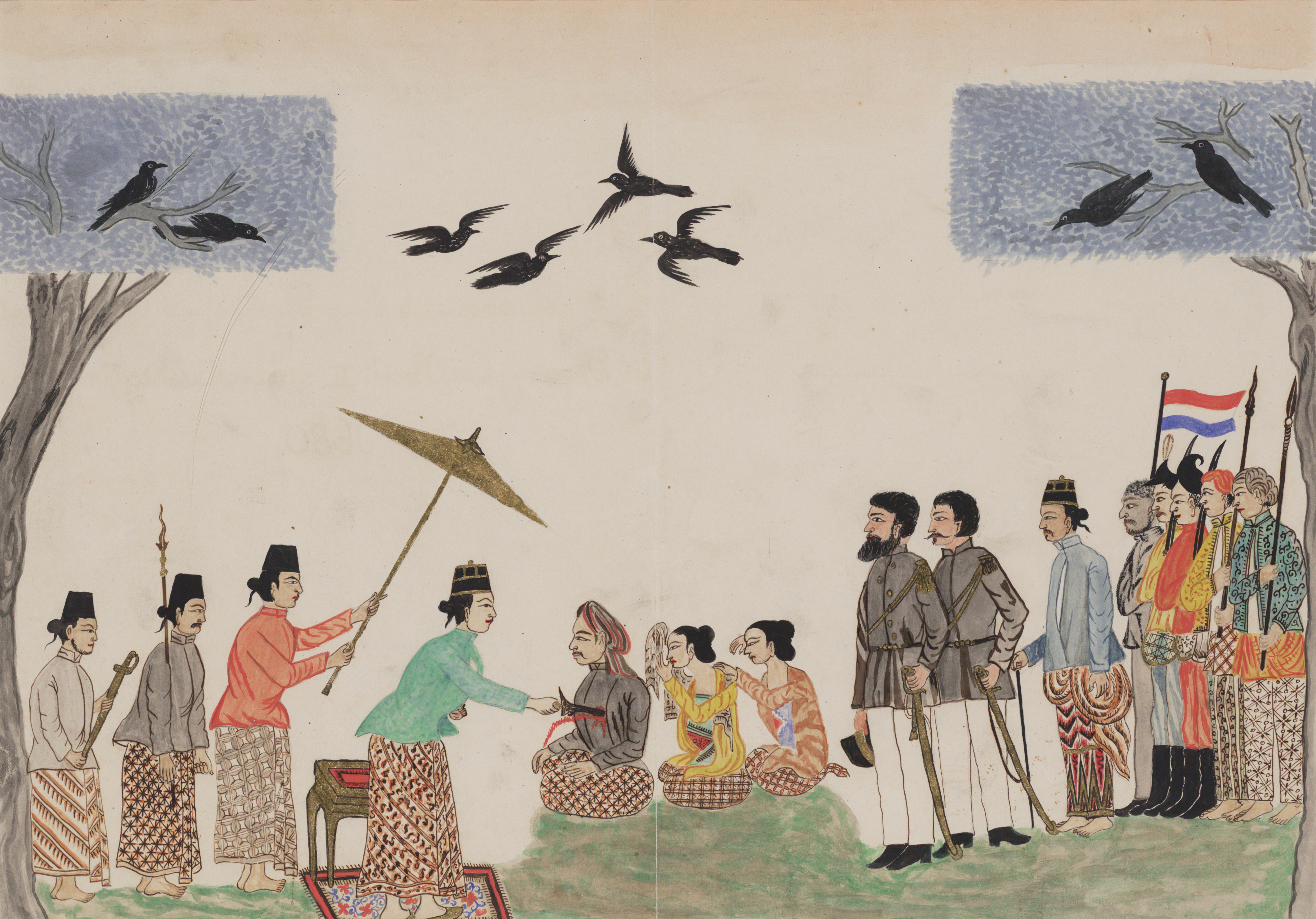
Amangkoerat vermoordt Troenajaya. Javaanse schildering van rond 1900.

Intussen werd in januari 1678 Speelman teruggeroepen naar Batavia om daar directeur-generaal te worden onder de nieuwe gouverneur-generaal Van Goens. Het viel toen aan de raad van Indië Anthonio Hurdt, met als tweede man Isaac de Saint-Martin, om samen met de troepen van Amangkoerat II de strijd voort te zetten in het binnenland van Java, voor het eerst in de geschiedenis van de VOC. In augustus trokken zij met 2250 man, waarvan twee derde Europeanen, vanaf de kust te paard en te voet in drie kolonnes op naar Kediri. De rechter kolonne, vanuit Semarang, werd geleid door Tack. Na een lange tocht door de jungle en over de bergen, met veel verliezen door zowel gevechten als ziekte en ontbering, lukte het in de nacht van 17 op 18 november om de snelstromende Kali Brantas rivier vlak bij Kediri met geblindeerde prauwen over te steken, waarbij Tack als eerste aan de overkant was. Op de 25e werd Kediri ingenomen, maar Troenajaya kon ontsnappen. Tack spoorde enkele uit Plered gestolen rijkssieraden op, waaronder de heilige kroon van Majapahit, de makoeta, die op 27 november door Hurdt plechtig overhandigd werd aan Amangkoerat II. Tack werd hiervoor in juni 1679 door de Raad van Indië 1000 rijksdaalders toegekend uit de tolopbrengsten van de Mataramse havens. Niet alle Javanen waren echter blij met deze gang van zaken, aangezien de kroon niet aangeraakt had mogen worden door een ongelovige. Later zouden diverse fabels de ronde gaan doen, zoals dat Tack een edelsteen uit de kroon had gestolen, de kroon op zijn eigen hoofd had gezet, of de 1000 rijksdaalders van de soesoehoenan had opgeëist.
Onder leiding van Jacob Couper, die de ziek geworden Hurdt had vervangen, werd in december 1679 Troenajaya achterhaald en aan Amangkoerat II uitgeleverd. Tegen de afspraak in bracht deze hem bij de overdracht met messteken om het leven. Amangkoerat werd in een nieuwe hoofdstad, Kartasoera, gekroond, en kreeg daar ter bescherming een lijfwacht van de VOC onder kapitein-luitenant Arnout Greving. De lijfwacht werd gevestigd in een pagger tegenover het nieuwe kraton. Pangeran Poeger gaf zijn aanspraken op de troon op. In een nieuw verdrag kreeg de VOC gebiedsuitbreiding, een handelspost in Semarang en handelsvrijheid in heel Mataram. Een aantal kustplaatsen kwam in onderpand totdat Amangkoerat de enorme oorlogskosten zou hebben afbetaald. Dit was de eerste gebiedsuitbreiding van de VOC in Java buiten Batavia en de Preanger.

## Diplomatie in Djambi en Palembang

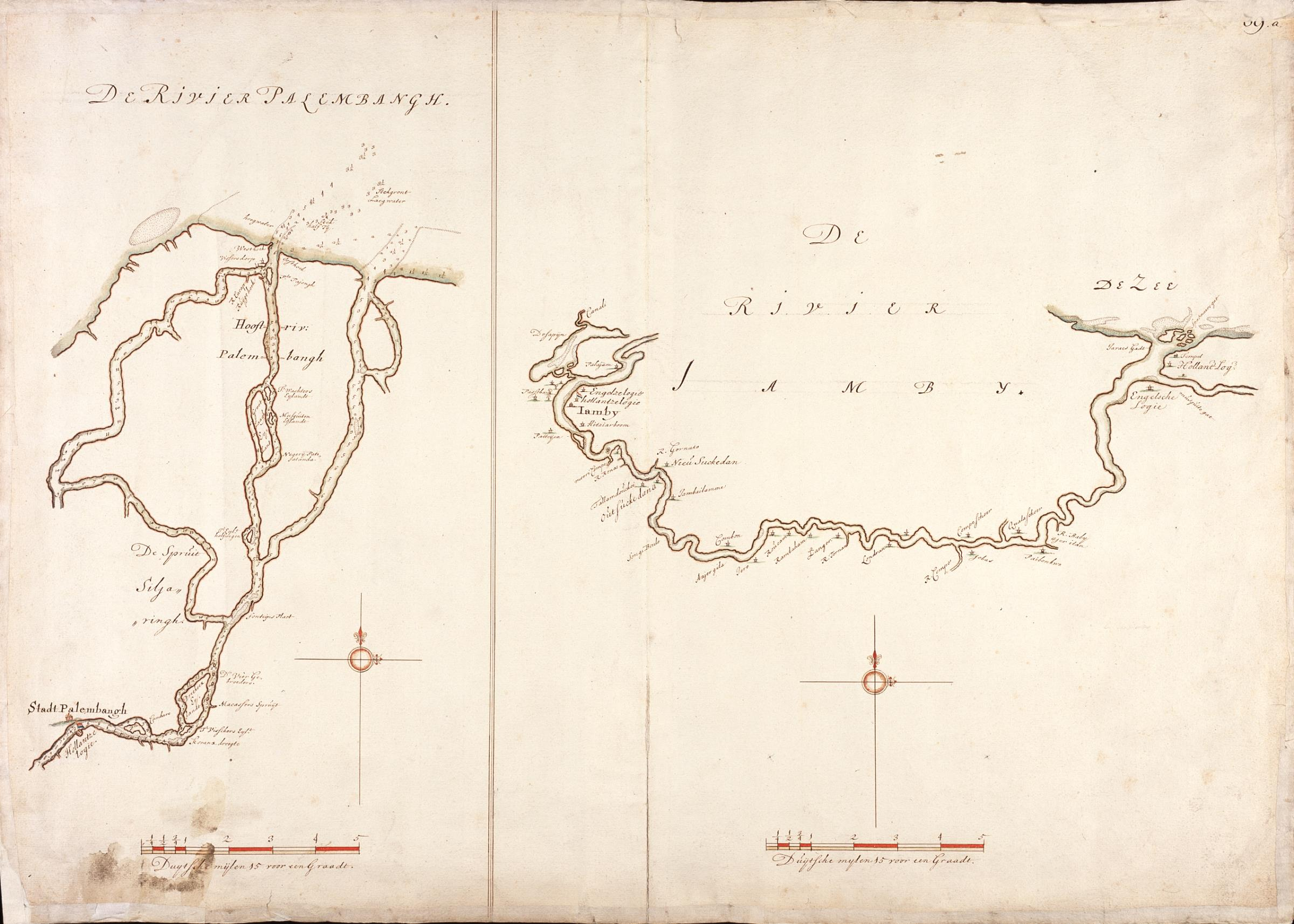
Djambi en Palembang op kaarten van ca. 1700.

Tacks carrière verliep nu voorspoedig. Vanaf 1676 schreef hij zijn naam als Tacq. In februari 1680 werd hij benoemd in de Raad van Justitie, na al eerder in het College van Schepenen en het College van Weesmeesters gediend te hebben. In januari 1681 werd hij gevraagd om met 400 soldaten naar de Molukken te gaan om gouverneur De Vicq en zijn opvolger Padtbrugge bij te staan in hun problemen met sultan Sibori Amsterdam van Ternate die zijn volk onderdrukte. Hij zou, eenmaal daar, zijn opdrachten ontvangen van de gouverneurs en hun raden. Tack verzocht echter na overleg met zijn schoonvader Pieter van Hoorn deze opdracht te mogen weigeren omdat 'die hem naderhant in soo verworden werck te swaar soude konnen gemaakt werden'. Hij was wel bereid als kapitein onder 'een hooger en eminent hooft' te dienen. Dat kwam er niet van, en hij moest een deel van zijn gage inleveren.
Vervolgens werd hij in april benoemd als commandeur van een vloot van 8 schepen met 250 zeelieden en 100 militairen naar Sumatra, met 'nevens veele krygsvolckeren', te weten zo'n 150 Ambonezen, Makassaren, Boeginezen en Maleiers onder de Ambonese kapitein Jonker. Aan de Sumatraanse oostkust had de VOC sinds 1615 loges in Djambi en Palembang. Recent was de sultan van Djambi door een factie aan het hof afgezet en vervangen door zijn zoon. Toen de sultan van Palembang zich hiermee bemoeide raakten beide rijken met elkaar in oorlog. Palembang kwam hierbij in de verdrukking, waarop de sultan de hulp inriep van de VOC. Tack, 'een man ervaren in zaken van oorlogh en van vrede' moest vrede zien te stichten. Op 9 mei kwam hij met zijn manschappen in Palembang aan en werd groots onthaald. Na tal van moeilijkheden slaagde hij erin verdragen te sluiten waarin een 'eeuwige, vaste, bondige en opregte broederlycke vrede tusgen Sulthan Ratoe, koning van Palembang en Sulthan Anum, koning van Jamby' tot stand kwam. Bovendien verkreeg de VOC in Djambi het uitvoermonopolie op peper en in Palembang ook nog het invoermonopolie op lijnwaden (katoenen stoffen uit India) en opium. De met de VOC concurrerende Engelsen werden hiermee uitgesloten van de handel op Sumatra, wat leidde tot een protest bij de Staten-Generaal in de Republiek.
Weer terug in Batavia met een grote lading peper werd Tack op 10 oktober benoemd tot kapitein van Kasteel Batavia.

## Strijd in Bantam

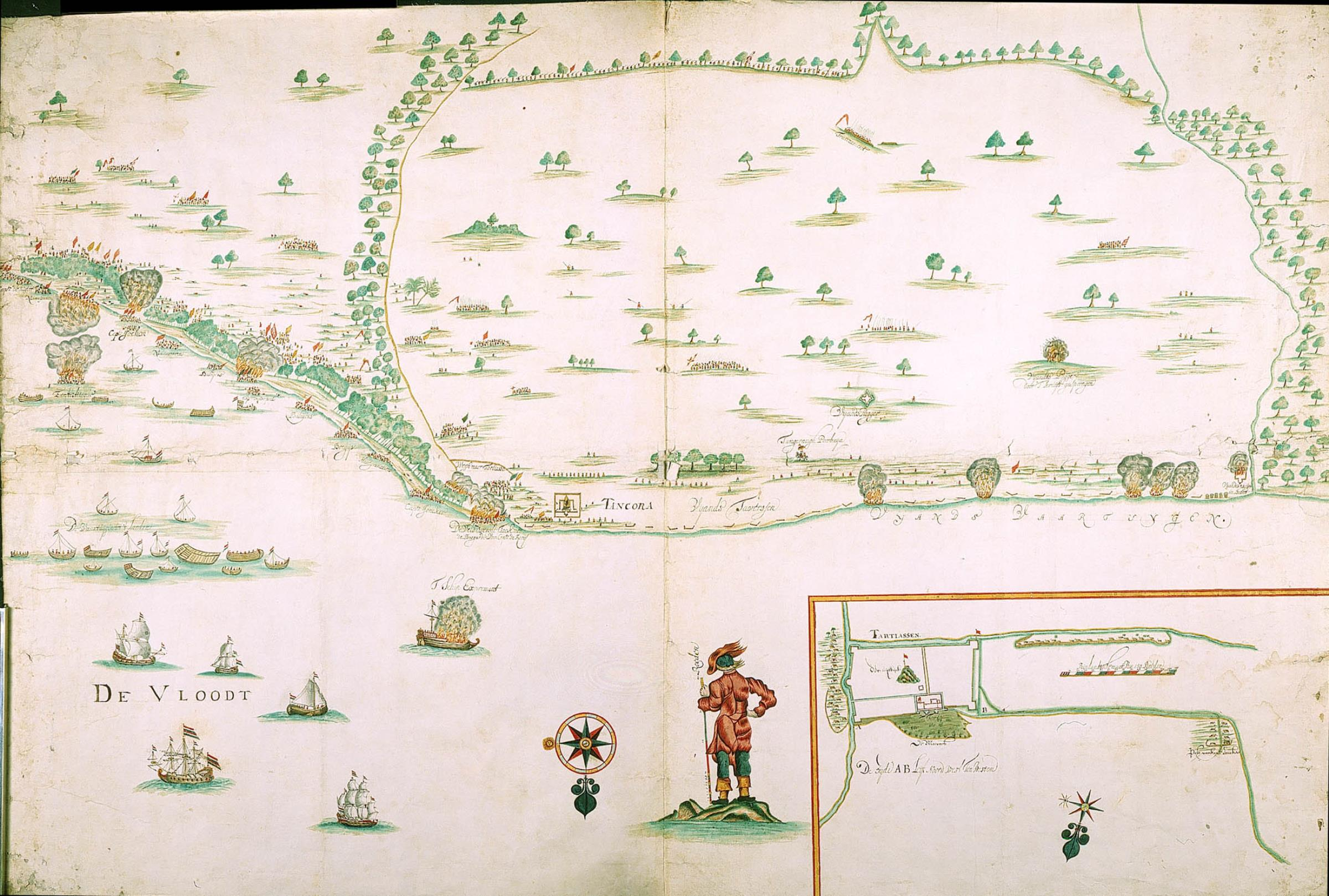
De strijd om Tirtajasa in Bantam in 1682.

Tack vestigde definitief zijn reputatie in de strijd om de troonsopvolging in het sultanaat Bantam, waarvan het voor de VOC succesvolle verloop aan hem werd toegeschreven.

In Bantam, niet ver van Batavia in het westen van Java, was de oude sultan Ageng, die al vanaf 1651 aan de macht was, na een coup afgezet door zijn zoon Aboe Nasr Abdoel Kahar, die vanwege zijn pelgrimage naar Mekka meestal Sultan Hadji werd genoemd. Hij had zich verschanst in het versterkte sultansverblijf, waar de vrijburger Jacob de Roy commandant was. Toen Sultan Hadji in de daaropvolgende strijd het onderspit leek te delven riep hij in 1681 de hulp in van de VOC, die hij in ruil een monopoliecontract beloofde. Majoor De Saint-Martin werd op 8 maart 1682 met een aantal schepen met militairen naar de Bantamse kust gezonden, maar was weinig effectief. Kapitein Tack werd in april aan hem toegevoegd, zodat zij van toen af 'gesamentlijcke gesaghebbers' waren. In mei volgden ook nog zes inlandse compagnieën onder kapitein Jonker, waarna men landinwaarts trok. In de felle gevechten met de troepen van Ageng en zijn jongere zoon pangeran Poerbaja ontving Tack een houw van een klewang dwars door zijn schild die de vingers van zijn linkerhand verbrijzelde.

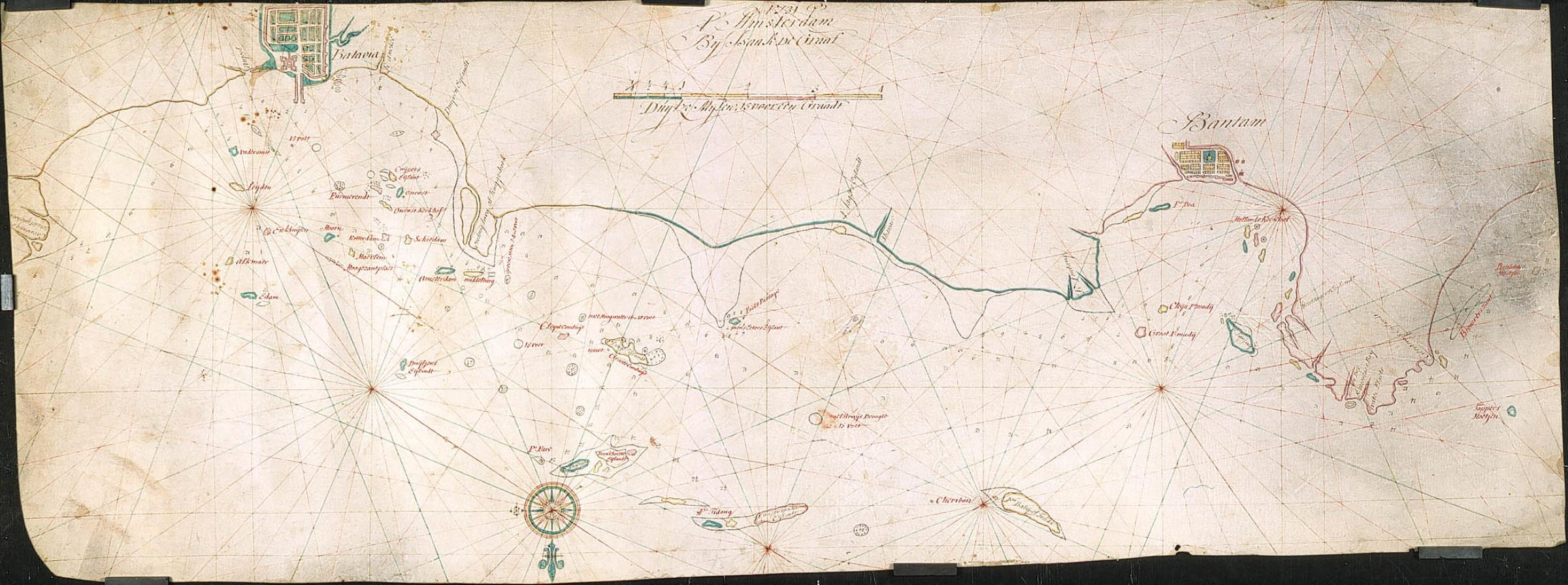
Noordwestkust van Java, met Batavia en Bantam.

Nadat de Saint-Martin werd teruggeroepen naar Batavia werd Tack de enige bevelhebber van de operatie. Onder zijn leiding werd na een zware strijd eind december Agengs residentie Tirtajasa ingenomen. Tirtajasa was rond 1680 met hulp van de voormalige 'metzelaarsbaas' van de VOC Hendrik Cardeel gebouwd naar het voorbeeld van Batavia, met rechte straten en grachten. Nu liet Ageng het bij zijn vlucht met buskruit opblazen.

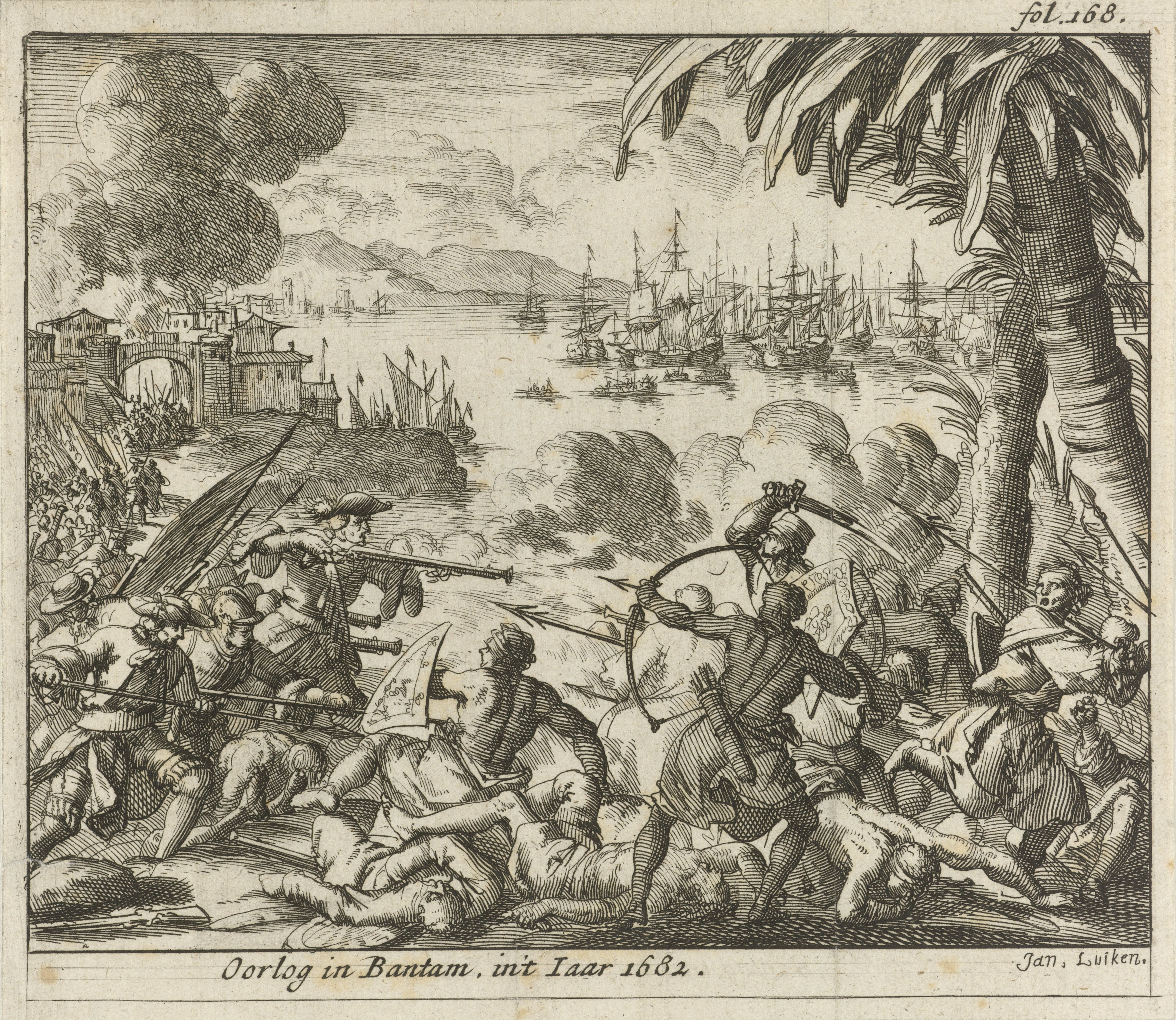
Oorlog in Bantam in 1682. Een prent van Jan Luyken.

Tack sloot op 17 april 1684 namens de VOC een verbond met Sultan Hadji waarbij hem de oorlogskosten werden kwijtgescholden in ruil voor het alleenrecht op de handel op Bantam en de Lampongs op de tegenoverliggende kust van Sumatra. Herbert de Jager schreef over de handelsmogelijkheden daar een uitvoerig rapport. De Engelse kooplieden, die al vanaf het begin van de eeuw in Bantam aanwezig waren, moesten onder hevig protest vertrekken en zochten hun toevlucht in Benkoelen aan de westkust van Sumatra. De VOC mocht in Bantam een fort bouwen, dat naar de in januari overleden gouverneur-generaal Speelman, fort Speelwijk werd genoemd. De oude sultan Ageng werd langdurig door zijn zoon opgejaagd en in maart 1683 gevangen genomen en in fort Speelwijk vastgehouden. Poerbaja werd enige tijd later gegrepen door de luitenant Soerapati. Drie jaar later werd Ageng naar Batavia gevoerd, waar hij tot zijn dood in 1692 in het Kasteel verbleef als pangeran Ageng, 'met sijn 12 off 14 bijhebbende wijven en meyden....wederom tot een last en onderhout voor de Compagnie'.

## Batavia
Ter erkenning van Tacks grote verdiensten bij de strijd in Bantam werd hij op 28 mei 1684 aangesteld als hoofd van de militie in Batavia en bevorderd tot provisioneel sergeant-majoor, de hoogste militaire rang bij de VOC. Hij nam zijn intrek in het bastion Robijn van het Kasteel. Al in januari 1682 was hij benoemd tot president van Makassar. Er moest daar iemand aangesteld worden voor wie men ontzag had en die een eind kon maken aan het uitzwermen van zeerovers van daar over de archipel. Uiteindelijk ging dit echter niet door vanwege zijn activiteiten in Bantam, en omdat hij daarna weer op Java nodig was. De benoeming werd op 15 maart 1685 weer ingetrokken. In zijn plaats ging kapitein Willem Hartsinck. Daarna was er sprake van dat Tack Laurens Pijl zou opvolgen als gouverneur van Ceylon, maar deze wilde nog enkele jaren doorgaan. Ten slotte werd hij op 27 oktober benoemd tot gouverneur van Malakka, om Dirck Comans te vervangen. Ook dit zou echter niet doorgaan, omdat er iets anders tussen kwam.

## Het gezantschap naar Kartasoera

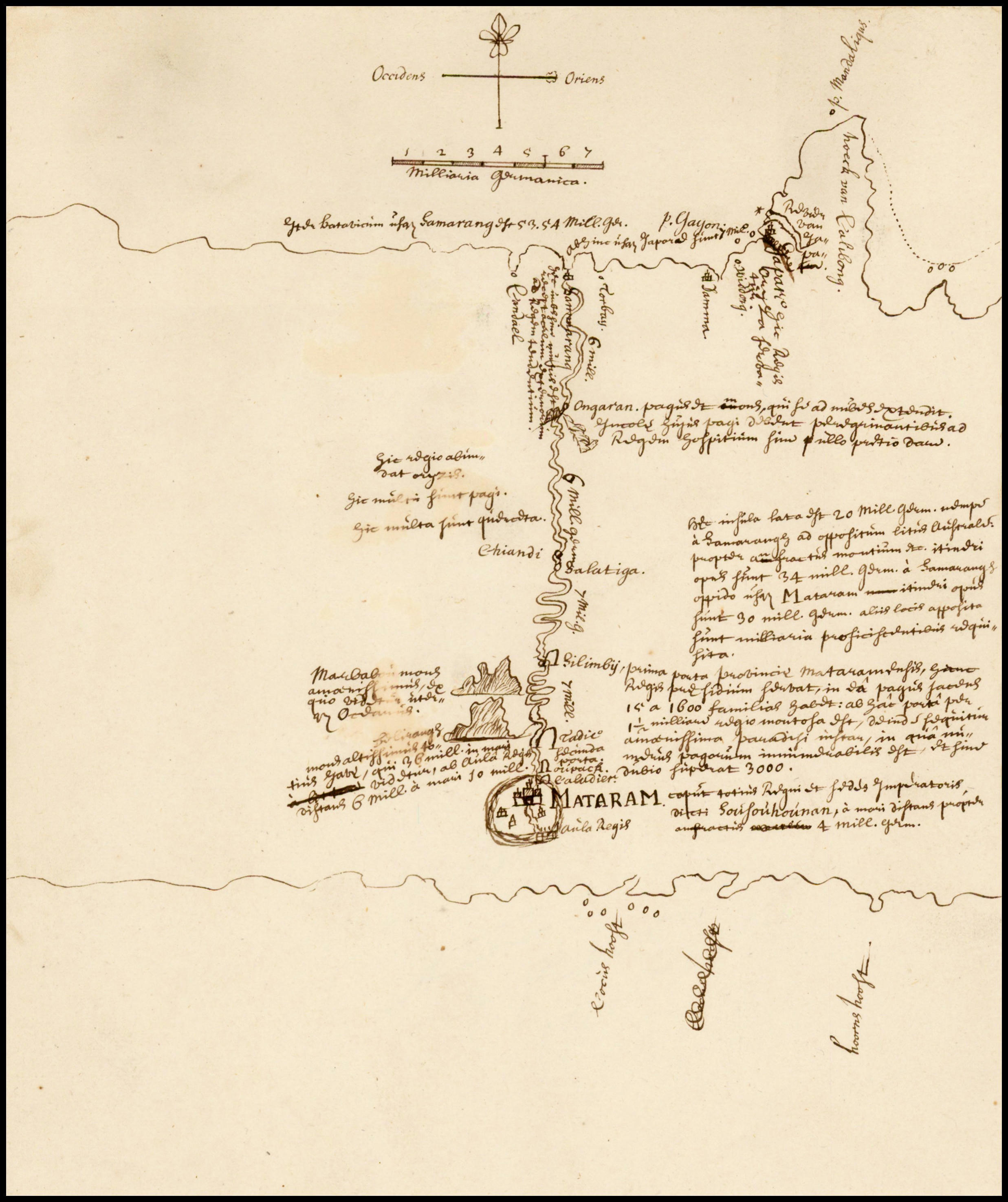
De route van het gezantschap van Tack naar Kartasoera.

Het sluitstuk van Tacks loopbaan en leven was zijn gezantschap naar het hof van de door de VOC aan de macht geholpen soesoehoenan van Mataram Amangkoerat II in Kartasoera in 1686.
Amangkoerat en zijn hofhouding werden naarmate zij steviger in het zadel zaten steeds ontevredener over hun relatie met de VOC. Grieven waren het verlies van territorium en van tolopbrengsten, de aanwezigheid van Greving en zijn manschappen bij het kraton en de hoge oorlogskosten die zij nog moesten betalen. In 1684 wist ook de na een conflict met een vaandrig bendeleider geworden Soerapati met zijn Balinezen zich aan het hof in te dringen nadat de Preanger hem te heet onder de voeten was geworden.

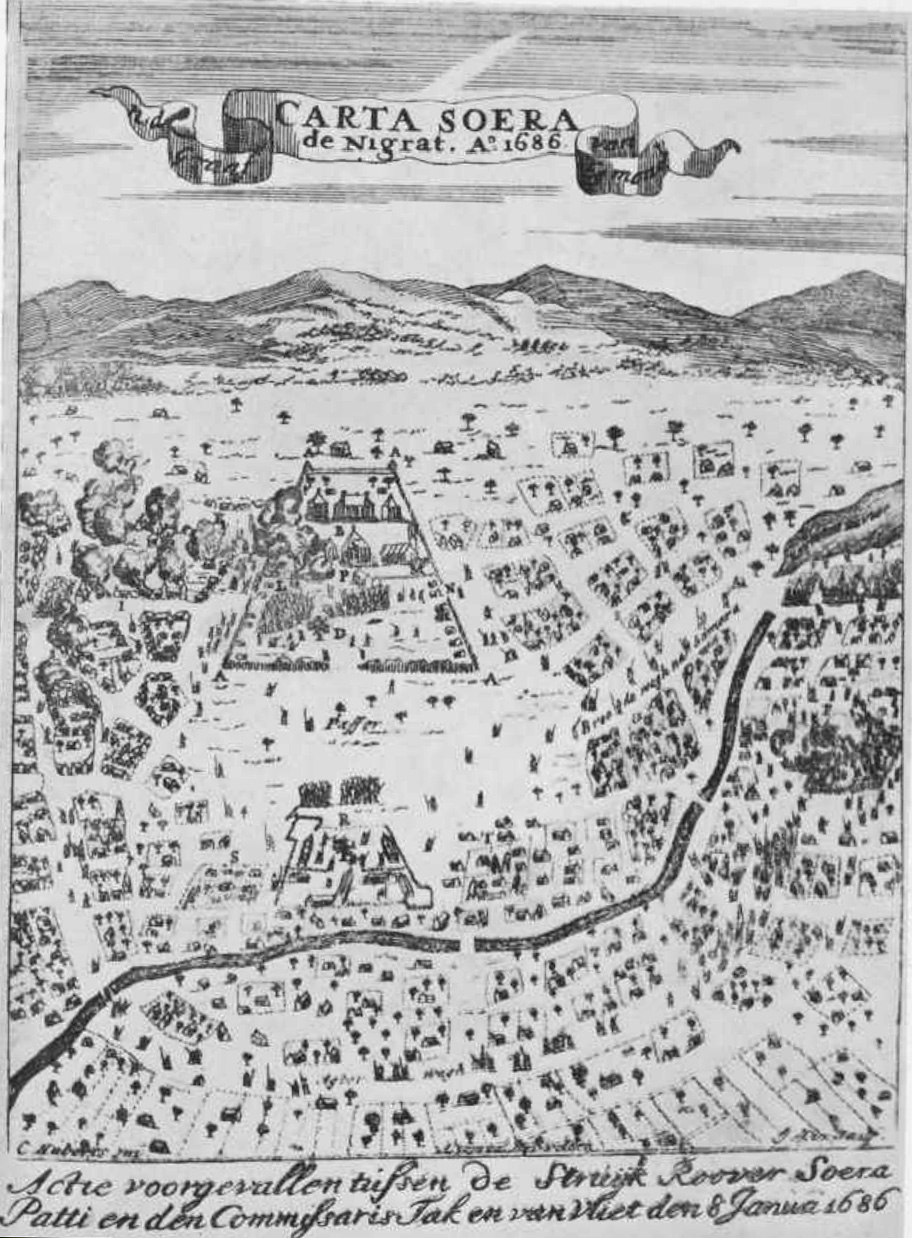
'Actie voorgevallen tussen de Struijk Roover Soera Patti en den Commissaris Tak en van Vliet den 8 januari 1686'. Schetskaart van Nicolaas de Graaff.

De Raad van Indië was slecht op de hoogte van de omgeslagen stemming aan het hof, maar besloot in 1685 tot het zenden van een diplomatieke missie naar Kartasoera. De 'manhaften capiteyn Françoys Tack' werd op 8 mei benoemd als gezant. Het doel was om een verdere terugtrekking van de VOC uit Mataramse zaken voor te stellen en een groot deel van de oorlogsschuld kwijt te schelden. Het garnizoen van Greving zou alleen blijven als Amangkoerat dat wenste voor zijn bescherming, en in Semarang had men slechts 'een coophuys, maar geen militaire post' nodig. Een geheime instructie in een 'Secreet Appendix' droeg Tack op om te proberen een eind te maken aan het verblijf van Soerapati en zijn aanhangers aan het hof. Hij moest met Amangkoerat overleggen 'hoedanig men op de facielste wyse het gros van 't daar bereets geseten gebroet wederom sal kunnen dimoveren'.

In Kartasoera steeg de spanning toen Tack begin 1686 via Cheribon in Semarang aankwam. Men was bang dat hij de oorlogsschuld zou gaan opeisen, en was niet op de hoogte van de kwijtschelding daarvan, maar juist wel van de 'secrete' eis om uitlevering van Soerapati. Op 7 februari voerden de Matarammers en de Balinezen in het zicht van Greving een gevecht om Soerapati's overgave, waarbij de Balinezen in de witte doodsgewaden van de Perang Poepoetan waren gehuld. Algemeen wordt aangenomen dat dit gevecht geveinsd was. Die nacht bereikte Tack Kartasoera, met opperkoopman en tweede gezant Jeremias van Vliet, de schipper Jan Leeman, een aantal officieren en enkele honderden soldaten en matrozen. 'Ondertusschen hielden wy ons dien nagt, vnl. in 't limiren van den dag paraat en in de wapens'.

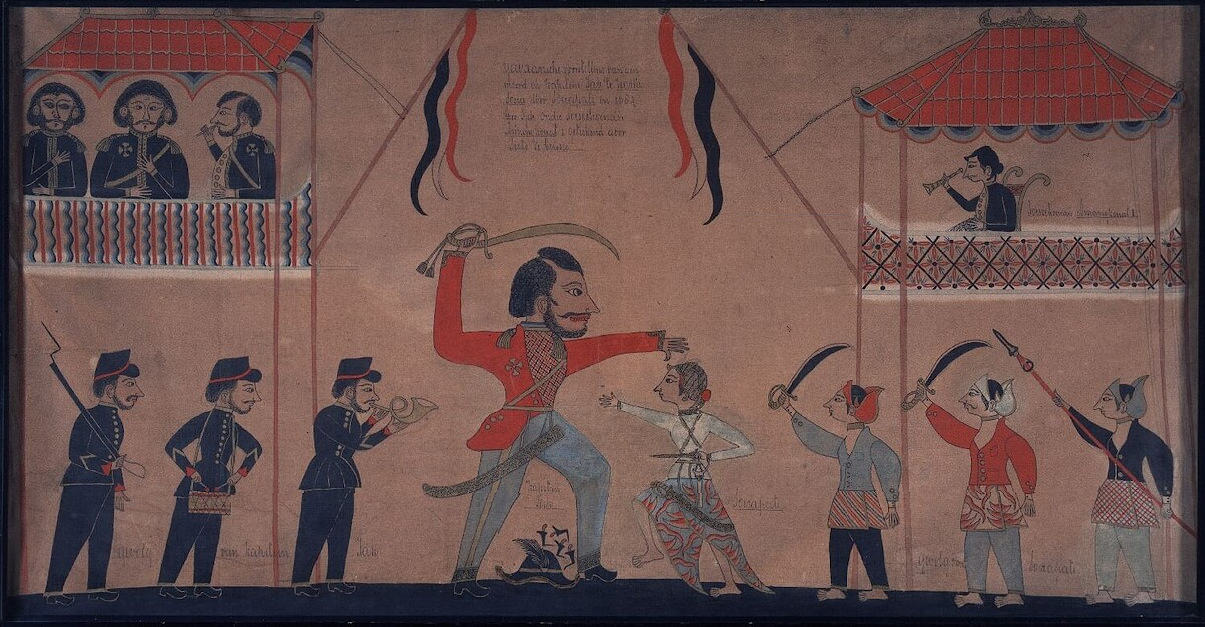
De moord op Francois Tack. Javaanse schildering van ca. 1900.

De volgende ochtend marcheerden ze naar de pagger van Greving tegenover de kraton. Daar aangekomen kwam het bericht dat de Balinezen zich aan de oostkant van Kartasoera bevonden en daar huizen in brand staken. Tack ging er met een deel van zijn soldaten naar toe maar trof er niemand aan. Teruggekeerd bij de kraton bleken de daar achtergebleven Greving en een tiental anderen vermoord te zijn. De Balinezen kwamen nu tevoorschijn vanuit de kraton en voerden meerdere aanvallen uit. In de hevige gevechten vonden Tack en een kleine 70 van zijn soldaten de dood. De piekeniers waren in de pagger achtergelaten en de musketiers waren zonder hen niet bestand tegen de lansen van de Balinezen. De Matarammers waren nergens te bekennen. De overlevenden, met nog slechts één officier, trokken zich terug in de pagger. Later op de dag vonden ze op het slagveld de lijken van hun gesneuvelde kameraden, waaronder Tack en Van Vliet. Tacks lijk had twintig zware wonden. Die avond hoorden ze vanuit de kraton gamelan muziek te midden van het gekletter van een tropische regenbui. Soerapati en de overgebleven Balinezen verlieten hierna Kartasoera en trokken naar Pasoeroean verder naar het oosten.
In de pagger werd Leeman als nieuwe bevelhebber gekozen. Nog meer dan een maand bleef men in Kartasoera. Amangkoerat toonde zijn medeleven en betreurde het verlies van Tack, 'welkers leven, hij seyde, met geheel Java niet betaelt konde werden'. In Japara en Batavia was de consternatie over de moord op Tack groot, maar om niet verder te escaleren schreef de Raad van Japara aan Amangkoerat dat het gebeuren Gods wil was geweest. In Batavia werd echter niet getwijfeld aan Amangkoerats medeplichtigheid aan de 'Cartasourase moort van den Heer Tack salr. en ’t bedryff der Balyse schelmen'. Op 20 maart vertrokken Leeman en de anderen uit Kartasoera en kwamen de 25e in Semarang aan, met op verzoek van Tacks weduwe Margaretha zijn weer opgegraven lijk in een kist om in Batavia te begraven.

## Batavia

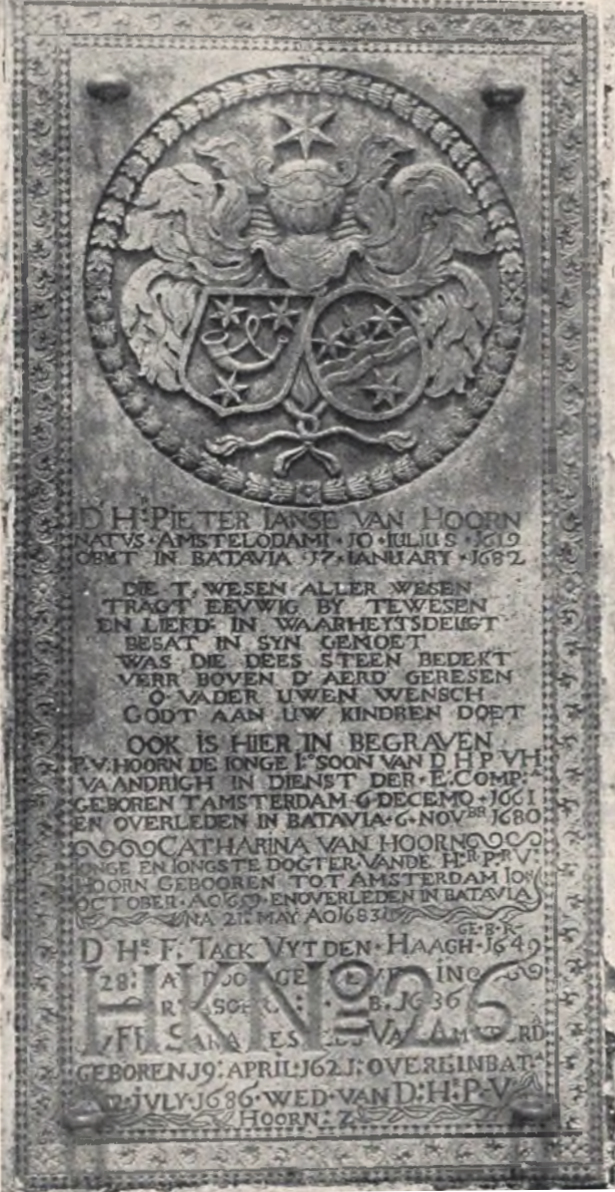
Grafsteen van de familie Van Hoorn en Francois Tack.

Op 8 maart schreven gouverneur-generaal Camphuys en de Raad van Indië aan de Heren XVII dat Tack 'van Samarang na ’t hoff tot Cartasoura opgetrokken is, alwaar Zijn E. 4 dagen daaraan, of den 8 febr. des morgens quam aan te landen, maar in zoo eene verwarring van het Javaanse Hoff en de aldaar residerende rebelle Balyse schelmen, dat er ’t zy door de laatste alleen, of wel met kennis der Javaansche grooten een onverwagten aanval op den E. Commissaris Tak en zijn byhebbend volk van amokspeelders gedaan is, in welke attaque of verraat de gemelte ambassadeur Tak met seer vele wonden na een langen tegenstand droevig, vóór des’ Sousouhounangs Hoff en als in zyn aangesigt, om ’t leven zy geraakt'. Een week later meldden ze 'het gansche bedrijf op Java van den Sousouhounang en desselfs grooten niet anders dan voor een voorbedagt en opgeset schelmstuk te houden'.
Op 18 april werd François Tack vanuit het huis van Camphuys begraven. Zijn grafschrift ('De Heer F. Tack uyt Den Haagh, dootgebleven in Cartasoera') werd ingebeiteld in de grafsteen van de familie van Hoorn op het kerkhof aan Tanah Abang (tegenwoordig het Taman Prasasti Museum in Jakarta). Margaretha en François hadden geen kinderen. Margaretha stierf in 1694 in Batavia.